# کهنه شهرویران
کهنه شهر ویران یا شاروێران مربوط به دوره مادها در کوردستان ایران است و در شهرستان مهاباد، واقع شده‌است. این اثر در تاریخ ۲۴ شهریور ۱۳۱۰ با شمارهٔ ثبت ۱۰ به‌عنوان یکی از آثار ملی ایران به ثبت رسیده‌است.